# كاستيلو ريال
كاستيلو ريال (بالبرتغالية: Castelo Real) هي قلعة في موغادور أو الصويرة حاليا في المغرب وقد تأسست من قبل البرتغاليين عام 1506.

## بناء القلعة
تم بناء القلعة سنة 1506 بعد أمر الملك البرتغالي مانويل الأول ببناء قلعة على جزيرة صغيرة في منطقة موغادور المغربية. وكان دور القلعة هو أن تكون على طرق الملاحة البحرية على طول الساحل المغربي بين آسفي التي أسسها البرتغاليون منذ نهاية القرن الخامس عشر من جهة وأكادير التي ام احتلالها في عام 1504 من جهة أخرى. كما تستطيع القلعة أن تتلقى الإمدادات بسهولة من ماديرا.
عارض السكان المحليون بشدة بناء القلعة واستولوا في ديسمبر 1510 على القلعة التي تم التخلي عنها من طرف البرتغاليين لنقل الحامية إلى آسفي.
ظهرت القلعة في العديد من الوثائق الرسميى اللاحقة وفي خريطة لثيودور كورنوت عام 1767. لكن سرعان ما اختفت كل آثار كاستيلو ريال عند تحديث تحصينات الصويرة لتصبح ما هي عليه اليوم.

## تدمير القلعة
تم هدم القلعة بشكل كامل في القرن الثامن عشر في أعقاب خطط محمد بن عبد الله لبناء مدينة الصويرة وتحصيناتها.
توجد في مكانها الآن تحصينات من القرن الثامن عشر تسمى «سكالا ديل مارا». لم يبق شيء من القلعة وانطلاقًا من الخرائط القديمة ، كان موقعها في نهاية سكالا.

## قلاع برتغالية أخرى في المغرب
قام البرتغاليون بالإستيلاء على 6 مدن مغربية حيث قاموا ببناء 6 قلاع قائمة بذاتها على الساحل المغربي الأطلسي بين نهر لوكوس في الشمال ونهر سوس في الجنوب. أربعة منها صمدت لمدة قصيرة فقط وهي حصن غراسيوسا (1489) والمهدية (1515) وكاستيلو ريال من موغادور (1506-10) والصويرة القديمة (1520-1525).
بقيت اثنتان منهم لتصبح مستوطنات حضرية دائمة وهي سانتا كروز دو كابو دي غوي ( المعروفة بأكادير والتي تأسست في 1505-1506)، ومازاغان والتي تأسست في عام 1514-1517. اضطر البرتغاليون إلى التخلي عن معظم مستوطناتهم بين عامي 1541 و 1550 على الرغم من أنهم تمكنوا من الحفاظ على سبتة وطنجة ومازاغان.

## معرض الصور

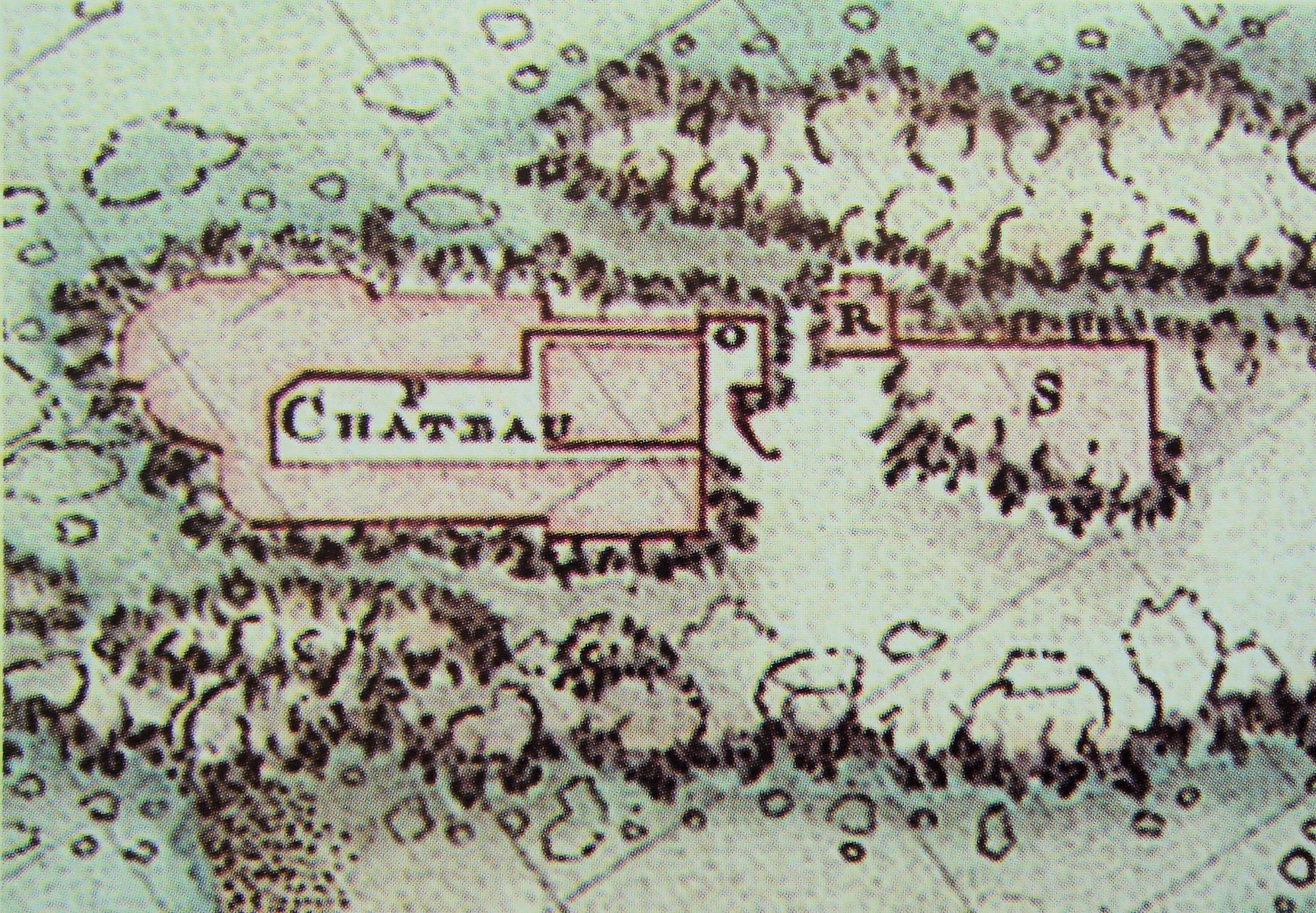
كاستيلو ريال موغادور ، بقلم تيودور كورنوت 1767.
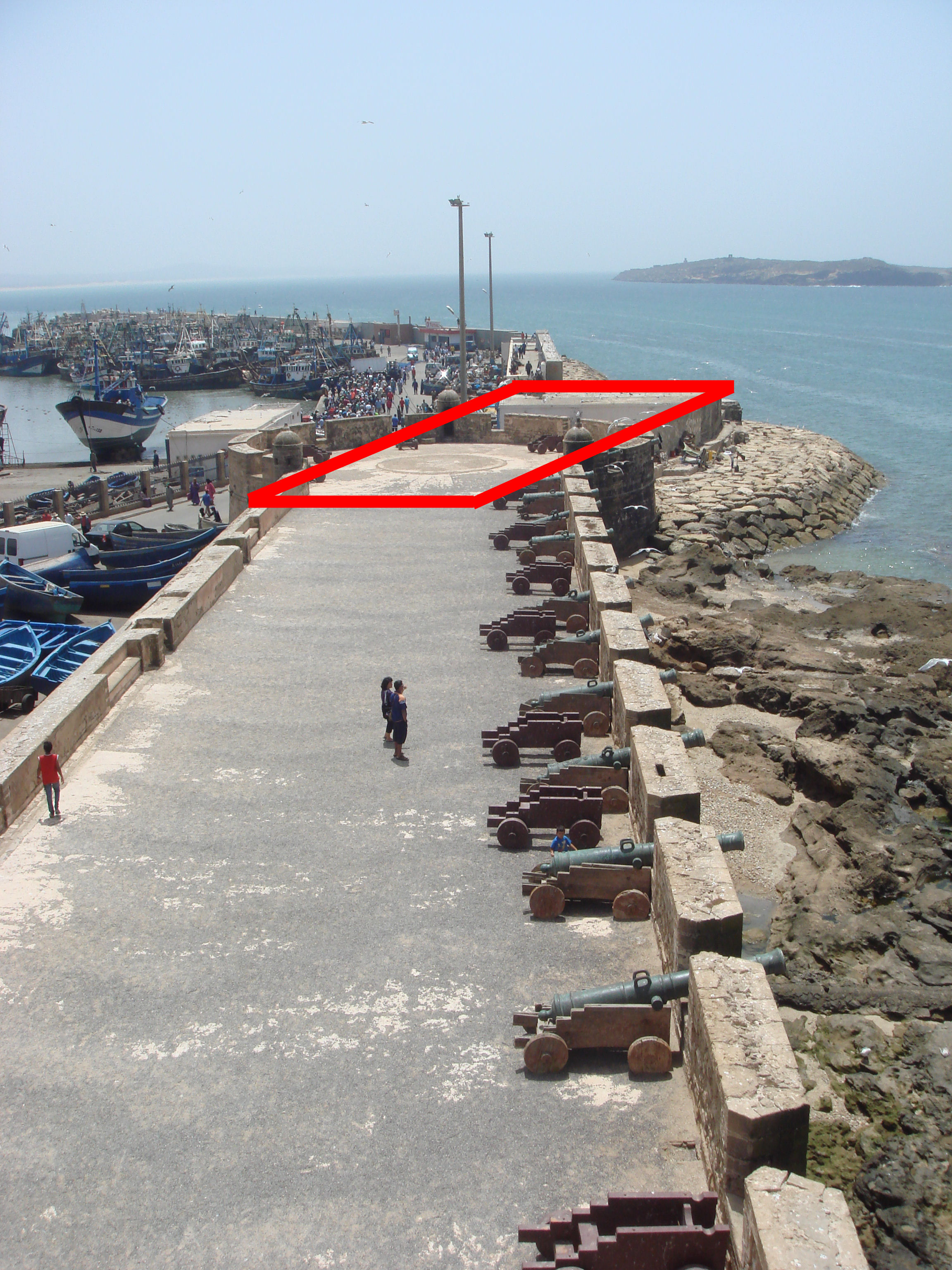
كانن القلعة تقع في نهاية تحصينات القرن الثامن عشر المسماة "سكالا ديل مار" (باللون الأحمر).
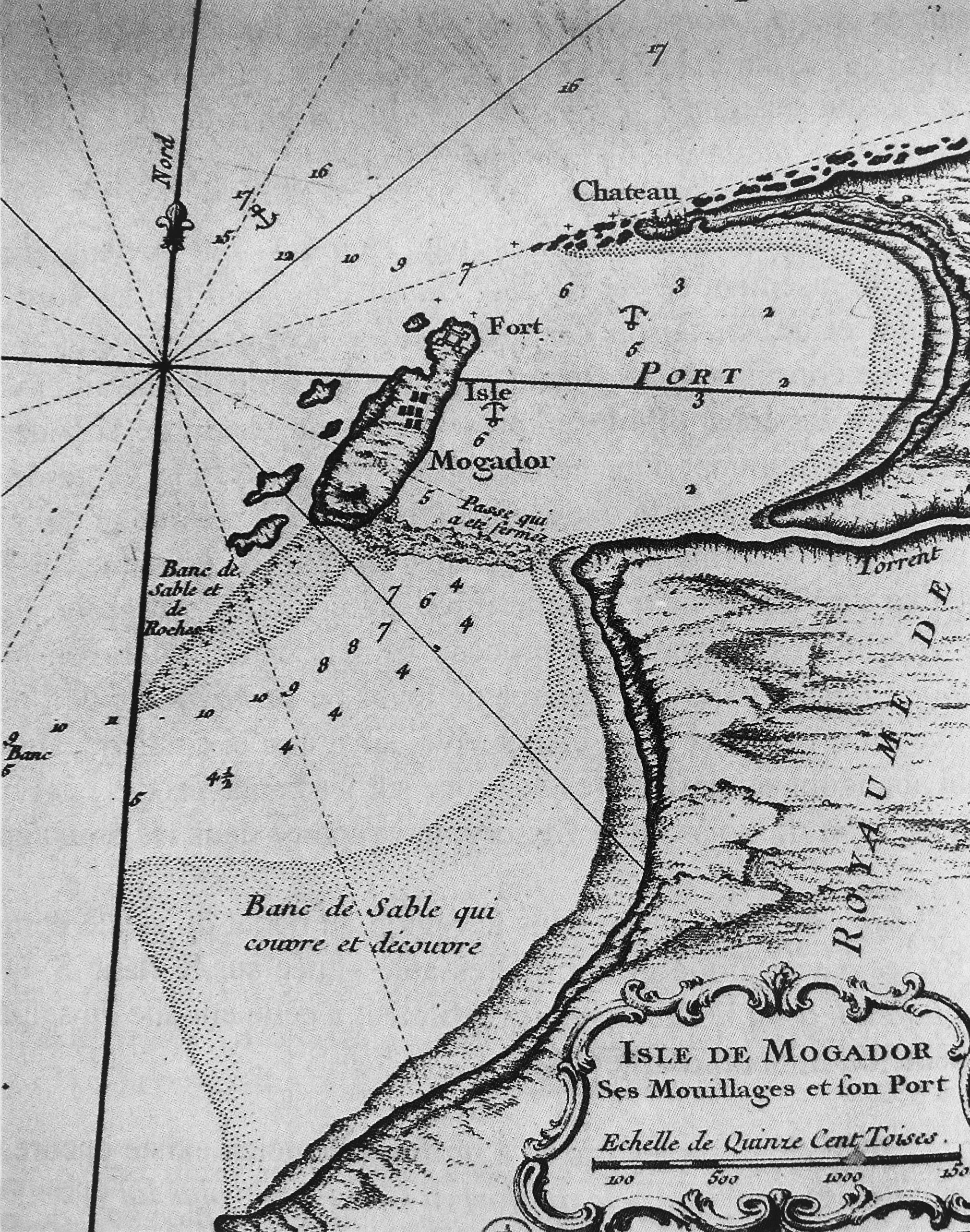
موقع كاستيلو ريال (" شاتو ") على الحافة الشمالية لخليج موغادور ، حيث يوجد ميناء الصويرة اليوم.